# The Dragon Painter
The Dragon Painter – amerykański niemy film z 1919 roku w reżyserii Williama Worthingtona.

## Obsada
- Sessue Hayakawa jako Tatsu, "malarz smoka"
- Tsuru Aoki jako Ume-ko
- Edward Peil Sr. jako Kano Indara
- Toyo Fujita jako Uchida